# Нутетегрине Ганна Дмитрівна
Ганна Дмитрівна Нутетегрине (18 серпня 1930, с. Риркайпій Камчатського округу (ніні Іультинський район Чукотського автоомного округу — 9 вересня 2020, Москва) — радянський державний і політичний діяч, голова Чукотського окружного виконавчого комітету.

## Біографія
Народилася в 1930 році в Камчатському окрузі (тепер — Чукотський автономний округ). Член КПРС з 1953 року.
З 1951 року — на громадській і політичній роботі. В 1951—1980 — інструктор Чукотського окружного комітету ВЛКСМ — 2-й секретар Анадирського районного комітету ВЛКСМ, секретар, 1-ий секретар Чукотського окружного комітету ВЛКСМ, завідуюча відділом Чукотського окружного комітету КПРС, 2-й секретар Чукотського окружного комітету КПРС, голова Виконавчого комітету Чукотської окружної ради, 1-й секретар Ольського районного комітету КПРС, співробітниця відділу Півночі й Арктики Ради Міністрів РРФСР.
Обиралася депутатом Верховної Ради СРСР 6-го і 7-го скликань.
Померла в Москві 9 вересня 2020 року невдовзі після відзачення 90-річного ювілею.